# Lars Jørgensen
Lars Troels Jørgensen (født 3. februar 1978 i Lov ved Næstved) er en tidligere dansk håndboldspiller og nuværende assistenttræner for det danske kvindehåndboldlandshold. Han havde en lang karriere i to spanske topklubber, hvorpå han vendte hjem til Danmark i 2009. Han afsluttede sin karriere ved sæsonens slutning i sommeren 2017.
Lars Jørgensen er forsvarsspecialist og blev på landsholdet primært brugt i defensiven samt i hurtige opløb. Han blev ofte nævnt som en af verdens bedste forsvarsspillere, og han var krumtappen i landsholdets forsvar i flere slutrunder i løbet af 2000'erne, bl.a. EM i Schweiz 2006, VM i Tyskland 2007, og EM i Norge 2008. Han spillede på landsholdet 1999-2010 og opnåede 192 landskampe for Danmark.
Han har tidligere spillet i den spanske ligaklub Portland San Antonio. I Portland var han klubkammerat med internationale stjernenavne som kroaten Ivano Balić og Kristian Kjelling fra Norge.
Hans skifte til AG Håndbold blev offentliggjort på et pressemøde den 15. juni 2009.

## Resultater

### Landsholdet
- 2008 EM guld